# S.E. Fireworks
S.E. Fireworks (afkorting van Smallenbroek Enschede) was een bedrijf uit Enschede, dat vuurwerk produceerde en verkocht. In 2000 kwam het in het nieuws door de vuurwerkramp, waarbij 23 doden vielen. Het bedrijf was gevestigd bij de woonwijk Roombeek in Enschede.

## Diensten van het bedrijf
Aanvankelijk produceerde S.E. Fireworks zelf vuurwerk. Vanaf 1985 ging de productie over naar China. Vanaf die tijd ging S.E. Fireworks zich meer richten op vuurwerkshows en verkoop van vuurwerk. In de jaren 90 verzorgde het bedrijf het vuurwerk bij concerten van artiesten als Bon Jovi, Pink Floyd, Paul McCartney, Prince, Michael Jackson en Frans Bauer. Ook evenementen als de MTV Awards (1997/1998) en de TMF Awards (1998) werden verzorgd door S.E. Fireworks. In de jaren voor de vuurwerkramp leverde het bedrijf ook vuurwerk aan de gemeente Enschede.

## Complex
Het complex van S.E. Fireworks aan de Tollenstraat had een grootte van 3434 m². Het terrein bestond uit een grote bunker met 17 compartimenten voor vuurwerk. Daarnaast stonden er nog twee loodsen en 16 zeecontainers op het terrein. Er stonden verder nog 7 tijdelijke mavo garageboxen. In deze boxen mocht tijdelijk vuurwerk opgeslagen worden, omdat een nieuwe opslagplaats aangebouwd werd. Nadat het bedrijf verkocht was aan een nieuwe eigenaar, begon S.E. Fireworks echter tegen de regels in vuurwerk op te slaan in deze mavo boxen. Het bedrijf zou namelijk binnen enkele jaren gaan verhuizen, en had daarom niet de behoefte om beter beveiligde opslagruimten te kopen. Het bedrijf was gevestigd op een oud industrieterrein, vlak naast een woonwijk en de Grolsch-brouwerij.
Het was voor veel omwonenden rond het complex onduidelijk wat voor bedrijf het was. Er stonden geen naamborden en ook de vrachtwagens die het terrein opreden hadden geen firmanaam. Sommige bewoners dachten dat een naburig papierrecyclingbedrijf in brand stond.

## Geschiedenis
In 1977 vestigde S.E. Fireworks zich in Enschede in een loods van een oude machinefabriek, met destijds een vergunning voor 18.450 kilogram vuurwerk. Het bedrijf stond onder leiding van Harm Smallenbroek, die alle benodigde vergunningen bezat. Vanaf 1985 produceerde S.E. Fireworks geen vuurwerk meer, en werd aan de Tollensstraat alleen nog vuurwerk uit China opgeslagen. Eind jaren 80 en begin jaren 90 werd door de politie onderzoek gedaan naar beschuldigingen van handel in illegaal vuurwerk door Smallenbroek. Hij werd hiervoor echter niet vervolgd.
In 1991 was er een grote calamiteit met vuurwerk. Vuurwerkfabriek MS Vuurwerk nabij Culemborg explodeerde op 14 februari 1991, waarbij 2 mensen om het leven kwamen. Op verzoek van de afdeling Bijzondere Wetten van de politie Enschede beschreef het bedrijf All Round Effects de slechte omstandigheden waarin het bedrijf aan de Tollensstraat zou verkeren. Ook hierna werd door de overheid geen actie ondernomen.
In 1997 werd de vergunning van S.E. Fireworks gewijzigd. Een omwonende diende een bezwaarschrift in, omdat hij vond dat een vuurwerkopslag niet in een woonwijk thuis hoorde. De gemeente Enschede reageerde hierop met de stelling dat het bedrijf niet in een woonwijk lag, maar op een industrieterrein. Dat industrieterrein ligt echter tegenover woningen in dezelfde straat. Fireworks krijgt een vergunning, waarin staat dat het bedrijf bijna 160.000 kilo vuurwerk mag opslaan. Deze vergunning was geldig tot 2002, dan zou het bedrijf verhuizen naar elders.
In 1999 werd het bedrijf door Smallenbroek verkocht voor 1,2 miljoen gulden (544.500 euro) aan werknemers Ruud Bakker en Willem Pater. In mei 2000 had het bedrijf 34 personen in dienst.
In maart 2000 spande Harm Smallenbroek een rechtszaak aan tegen S.E. Fireworks omdat hij nog 600.000 gulden (272.000 euro) tegoed zou hebben van de nieuwe eigenaren.

## De ramp
Op 13 mei 2000 ontplofte de vuurwerkopslag. Volgens onderzoeker Oosting was er op dat moment in totaal 177.000 kilogram vuurwerk aanwezig in het pand, dit terwijl de vergunning een maximum van 158.500 kilogram toeliet. Dit werd echter bestreden door de nieuwe eigenaren. In totaal zijn er bij de ramp 23 doden gevallen, en was er voor 1 miljard gulden (454 miljoen euro) aan schade.